# Crossroads (Amsterdam)
Crossroads is een complex van twee woontorens dat ten behoeve van het project Sloterdijk-Centrum in het Amsterdamse stadsdeel Nieuw-West in staat van ontwikkeling is. De torens komen nabij Station Amsterdam Sloterdijk. Ze worden ontwikkeld door 'Team Crossroads', een samenwerkingsverband van velerlei partijen. Het project maakt deel uit van de herstructurering van Teleport dat wordt omgevormd van kantorenwijk tot de stadswijk Sloterdijk-Centrum.
De bouw van de woontorens, die een hoogte zullen krijgen van 40 en 90 meter is in november 2022 begonnen. Ze komen te liggen om spoor 9 en 10 van Station Sloterdijk aan de Hemboog en zullen bestaan uit 156 (middel)dure huurwoningen, 180 studentenwoningen en 78 huurwoningen. De plint zal ruimte bieden aan voorzieningen zoals winkels.